# New York State of Mind
《New York State of Mind》은 1976년에 발매된 빌리 조엘의 4번 째 앨범 《Turnstiles》에 수록된 곡이다. 빌리 조엘이 작사, 작곡 및 프로듀싱을 맡았다. 이 노래는 발매 당시 크게 히트를 친다거나 싱글로 발매되는 등의 큰 성과는 거두지 못했지만, 지금은 그의 팬들에게 사랑받는 곡이 되었다.

## 영감
빌리 조엘은 로스앤젤레스의 이스트코스트에서 3년을 보내고 온 후 이 노래를 작곡했다. 사실 《Turnstiles》에 실린 대부분의 곡들은 〈Say Goodbye to Hollywood〉, 〈I've Loved These Days〉, 〈Summer, Highland Falls〉, 그리고 〈Miami 2017 (Seen the Lights Go Out on Broadway)〉을 포함하여 빌리 조엘이 뉴욕으로 이주하는 과정을 다룬 곡들이 많다.
이 노래의 영감은 뉴욕으로 돌아가는 그에 대한 그의 자부심으로부터 비롯되었다.

## 색소폰 연주
이 노래는 두 개의 버전이 존재하며 이 두 버전은 색소폰 연주자가 다르다. 1976년 발매된 원본 《Turnstiles》음반에는 리치 카나타의 색소폰 연주가 삽입되었다. 하지만 Greatest Hits Volume I & II와 《Turnstiles》 CD에서는 Richie Cannata의 색소폰 연주 대신 Phil Woods의 색소폰 연주가 수록되어있다.

## 곡에 참여한 사람들
- 빌리 조엘 - 보컬, 피아노
- Ken Ascher - 오케스트라
- 리치 카나타 - 색소폰
- 리버티 디베토 - 드럼
- 도그 스테그메이어 - 베이스 키타

## 커버
이 곡은 바브라 스트라이샌드, 리아 미셸, 멀리사 베노이스트, 조안나 왕, 엘튼 존, 라민 카림루, 셜리 배시, 올레타 애덤스, 카르맨 맥레이, 마크 알몬드, 다이안 슈어, 벤 시드란, 멜빈 하워드 토메, 프랭크 시나트라 쥬니어, 아담 파스칼, 그리고 토니 베넷을 비롯한 많은 가수들이 불렀다.
2001년, 빌리 조엘은 토니 베넷과 함께 듀엣으로 《Playin' with My Friends: Bennett Sings the Blues》를 녹음했다. 그리고 2002년, 그들은 그래미 시상식에서 최우수 팝 가수상을 수상하였다. 둘은 그날 밤 TV쇼에서 듀엣으로 노래를 불렀다. 2008년 둘은 빌리 조엘의 셰이 스타디움 폐장 공연에서 함께 이 노래를 부르기도 했다.